# Richard Madden
Pour les articles homonymes, voir Madden.
Richard Madden, né le 18 juin 1986 à Elderslie dans le Renfrewshire en Écosse, est un acteur britannique. 
Il est principalement connu pour son rôle de Robb Stark dans la série médiéval-fantastique Game of Thrones. 
Au cinéma, il participe en 2015 à la production Disney Cendrillon, aux côtés des actrices Cate Blanchett et Lily James, en prêtant ses traits à Kit, le Prince Charmant.
En 2019, l'acteur est récompensé d'un Golden Globe du meilleur acteur dans une série télévisée dramatique pour son rôle de David Budd dans la série Bodyguard.

## Biographie

### Jeunesse et formation
Richard Madden a grandi dans le Renfrewshire à Elderslie. Son père est pompier et sa mère assistante des écoles. Il a deux sœurs, Lauren et Cara.
À l'âge de 11 ans, il rejoint le Paisley Arts Centre's Youth Theatre Programme pour l'aider à vaincre sa timidité. 
En 2007, il est diplômé de la Royal Scottish Academy of Music and Drama, dans la même promotion que Colin Morgan (BA Acting 2007). 

### Carrière
Richard Madden est choisi en 1999 au cinéma pour interpréter le rôle de Sebastian dans la série télévisée Barmy Aunt Boomerang, puis joue en 2000 le jeune Andy dans le film Complicity.
À 23 ans, il tient le rôle de Dean McKenzie en 2009 dans la série Hope Springs, suivi par le rôle de Ripley dans Chatroom l'année suivante.

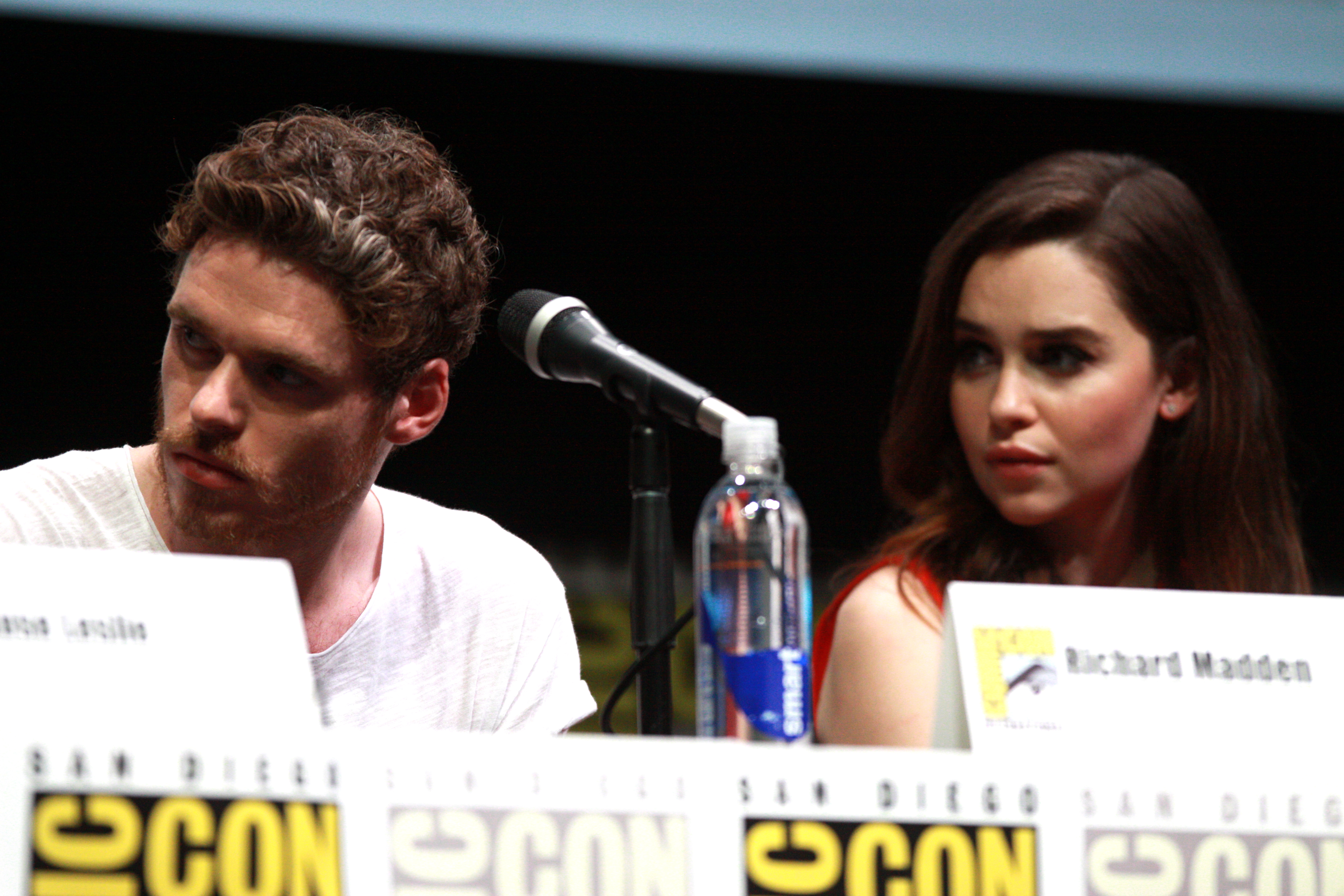
L'acteur aux côtés de sa partenaire Emilia Clarke au San Diego Comic-Con 2013 pour la promotion de la saison 3 de Game of Thrones.

Mais ce n'est qu'à partir de 2011 qu'il se fait connaître du grand public grâce à son rôle de Robb Stark dans la série Game of Thrones, de 2011 à 2013. La série est un succès mondial tant critique que médiatique, disposant d'une fan-base extraordinaire pour une série. La mort du personnage de Richard Madden a des répercussions médiatiques et sur les millions de fans qui suivent la série. Grâce à Game of Thrones, l'acteur est propulsé au devant de la scène. 
En 2013, il présente hors compétition le film Une promesse de Patrice Leconte lors du 70e Festival de Venise, avec Rebecca Hall et Alan Rickman. 
En 2014, il interprète Bill Haskell, l'un des rôles principaux de la série Klondike, diffusée sur Discovery Channel aux États-Unis et sur OCS Choc en France.
En 2015, il figure dans la distribution de la nouvelle version de Cendrillon réalisée par Kenneth Branagh, aux côtés de Cate Blanchett, Helena Bonham Carter, Holliday Grainger et Lily James et joue dans le film télévisé Lady Chatterley's Lover.
En 2016, il joue dans le film Bastille Day avec Charlotte Le Bon et Idris Elba. Il interprète Cosme de Médicis, personnage principal de la série Les Médicis : Maîtres de Florence aux côtés de Dustin Hoffman.
En 2017, il retrouve Holliday Grainger, avec qui il a déjà joué dans Lady Chatterley's Lover et Cendrillon, dans la première saison de Philip K. Dick's Electric Dreams, diffusée sur Channel 4, puis sur Amazon Prime en 2018 pour les États-Unis. 
En 2018, il interprète le sergent David Budd, personnage principal de la série anglaise Bodyguard, rôle pour lequel il obtient le Golden Globe du meilleur acteur dans une série télévisée dramatique lors de la cérémonie se déroulant le dimanche 6 janvier 2019 à Los Angeles.
En 2019, Richard Madden fait partie de la distribution de Rocketman, biopic sur le chanteur Elton John, réalisé par Dexter Fletcher, pour qui il interprète le manager et amant du chanteur, John Reid.
En 2021, Madden fait partie du casting choral du film Les Éternels de Chloé Zhao, rejoignant ainsi l'Univers cinématographique Marvel.

### Vie privée
L'acteur a été en couple de 2011 à 2015 avec Jenna Coleman[réf. nécessaire]. On lui prête une relation amoureuse avec l'acteur américain Brandon Flynn entre 2018 et 2020 à la suite de nombreuses rumeurs semant ainsi le doute sur son orientation sexuelle,.

## Filmographie

### Cinéma

#### Longs métrages
- 2000 : Complicity de Gavin Millar : Andy jeune
- 2010 : Chatroom de Hideo Nakata : Ripley
- 2013 : Une promesse (A Promise) de Patrice Leconte : Friederich Zeitz
- 2015 : Cendrillon de Kenneth Branagh : Kit, le Prince Charmant
- 2016 : Bastille Day de James Watkins : Michael Mason
- 2018 : Ibiza d'Alex Richanbach : Leo West
- 2019 : Rocketman de Dexter Fletcher : John Reid
- 2019 : 1917 de Sam Mendes : Joseph Blake
- 2021 : Les Éternels (Eternals) de Chloé Zhao : Ikaris
- 2024 : Killer Heat de Philippe Lacôte : Elias “Leonidas” Vardakis

#### Courts métrages
- 2011 : Strays de Robert McKillop : Elliot
- 2015 : Group B de Nick Rowland : Shane Hunter

### Télévision

#### Téléfilms
- 2010 : Karma Caméléon de Julian Jarrold : Kirk Brandon
- 2015 : Lady Chatterley's Lover de Jed Mercurio : Oliver Mellors
- 2017 : Oasis de Kevin Macdonald : Peter Leigh

#### Séries télévisées
- 1999 - 2000 : Barmy Aunt Boomerang : Sebastian Simpkins (20 épisodes)
- 2002 : Taggart : Christie
- 2009 : Hope Springs : Dean McKenzie
- 2011 : Sirens : Ashley Greenwick
- 2011 - 2013 : Game of Thrones : Robb Stark (21 épisodes)
- 2012 : Birdsong : Capitaine Michael Weir
- 2014 : Klondike : Bill Haskell
- 2016 : Les Medicis : Maîtres de Florence (Medici : Masters of Florence) : Cosimo (8 épisodes)
- 2017 : Philip K. Dick's Electric Dreams - Saison 1, épisode 5 (The Hood Maker) : Agent Ross
- 2018 : Bodyguard : David Budd
- 2023 : Citadel : Mason Kane

### Jeux vidéo
- 2013 : Castlevania: Lords of Shadow - Mirror of Fate : Trevor Belmont / Alucard
- 2014 : Castlevania: Lords of Shadow 2 : Alucard

## Théâtre
- 2006 : Tom Fool : Ludwig Meier
- 2007 : Romeo et Juliet : Romeo
- 2008 : Noughts and Crosses : Callum McGregor
- 2009 : Be Near Me : Mark McNulty
- 2016 : Romeo and Juliet : Romeo

## Distinctions

### Récompenses
- Golden Globes 2019 : Meilleur acteur dans une série dramatique pour Bodyguard
- National Television Awards 2019 : Meilleur acteur dans une série dramatique pour Bodyguard
- Festival de télévision de Monte-Carlo 2019 : Golden Nymph du meilleur acteur dans une série dramatique pour Bodyguard

### Nominations
- SAG Awards 2012 : Meilleure distribution pour une série dramatique pour Game of Thrones
- SAG Awards 2014 : Meilleure distribution pour une série dramatique pour Game of Thrones
- Critics' Choice Awards 2019 : Meilleur acteur dans une série dramatique pour Bodyguard
- Gold Derby Awards 2019 : Meilleur acteur dans une série dramatique pour Bodyguard

## Voix francophones
En France, Stéphane Fourreau est la voix régulière de l'acteur depuis la série Game of Thrones. À titre exceptionnel, il a été doublé par Clément Sibony dans Une promesse et par Julien Lucas dans Les Médicis : Maîtres de Florence.
Au Québec, c'est Xavier Dolan qui prête régulièrement sa voix à l'acteur depuis le film Cendrillon.
Versions françaises
- Stéphane Fourreau dans Game of Thrones, Lady Chatterley's Lover, Cendrillon, Bastille Day, Ibiza, Bodyguard, Rocketman, Les Éternels, Citadel , etc.

Versions québécoises
- Xavier Dolan dans Cendrillon, Rocketman, Éternels et Citadelle